# M&T Bank Stadium
L'M&T Bank Stadium è un impianto sportivo situato a Baltimora, nel Maryland.
Ospita le partite dei Baltimore Ravens della National Football League.

## Storia
Inaugurato nel 1998 come Ravens Stadium at Camden Yards, nel 1999 l'ISP PSINet acquistò i diritti di denominazione, rinominando lo stadio PSINet Stadium. Nel 2002, quando la PSINet fallì, si tornò al nome originale Ravens Stadium e nel 2003 i diritti vennero acquistati dalla M&T Bank.
Situato nel centro di Baltimora, lo stadio si trova accanto all'Oriole Park at Camden Yards, casa dei Baltimore Orioles della MLB.
Il 16 agosto 2008, dopo il match di preseason tra i Ravens e i Minnesota Vikings, sui maxi-schermi fu trasmessa in diretta la staffetta 4x100 stile libero delle Olimpiadi di Pechino. Michael Phelps, nativo proprio di Baltimora, in quell'occasione vinse la sua ottava medaglia d'oro, stabilendo il record per il maggior numero di medaglie d'oro vinte in una stessa edizione delle Olimpiadi.